# 大和川通
大和川通（やまとがわどおり）は、大阪市内を東西に走る道路の一つ。

## 概要
区間は大阪市住之江区平林南二丁目から同区の北島交叉点までで、大阪府道42号・179号住吉八尾線の一部に当たる。
大阪市の最南部を走る道路で、その名の通り大和川の右岸に沿っている。

## 沿線情報

### 住之江区
- 大阪府モーターボート競走会
- 大阪府立住吉商業高等学校

## 交差する道路
| 交差する道路                     | 交差する場所 | 路線番号  |
| -------------------------------- | ------------ | --------- |
|                                  |              |           |
| 府道29号大阪臨海線＜新なにわ筋＞ | 南加賀屋4    | -         |
| 府道29号大阪臨海線＜新なにわ筋＞ | 南加賀屋4    | 府道179号 |
| 国道26号                         | 北島         |           |
| 府道179号住吉八尾線              |              |           |